# Орэштие
Орэшти́е (рум. Orăştie, венг. Szászváros, нем. Broos) — город в Румынии, в жудеце Хунедоара.

## История
- В 1479 году близ города турки были разбиты венгерскими войсками в битве на Хлебовом поле[2].

## Население
На 2009 год население города составляет 21471 человек.
Национальный состав:
- румыны — 90%
- венгры, немцы — 10%

## Галерея

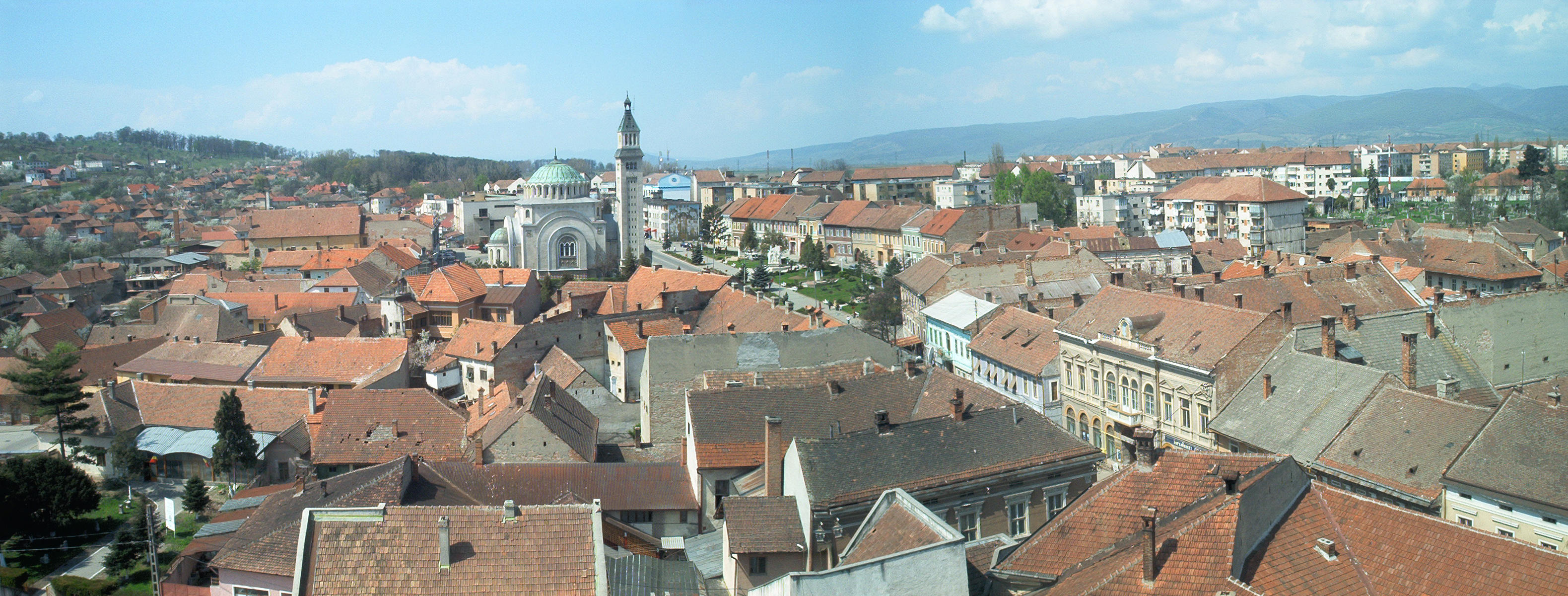
Панорама старого города
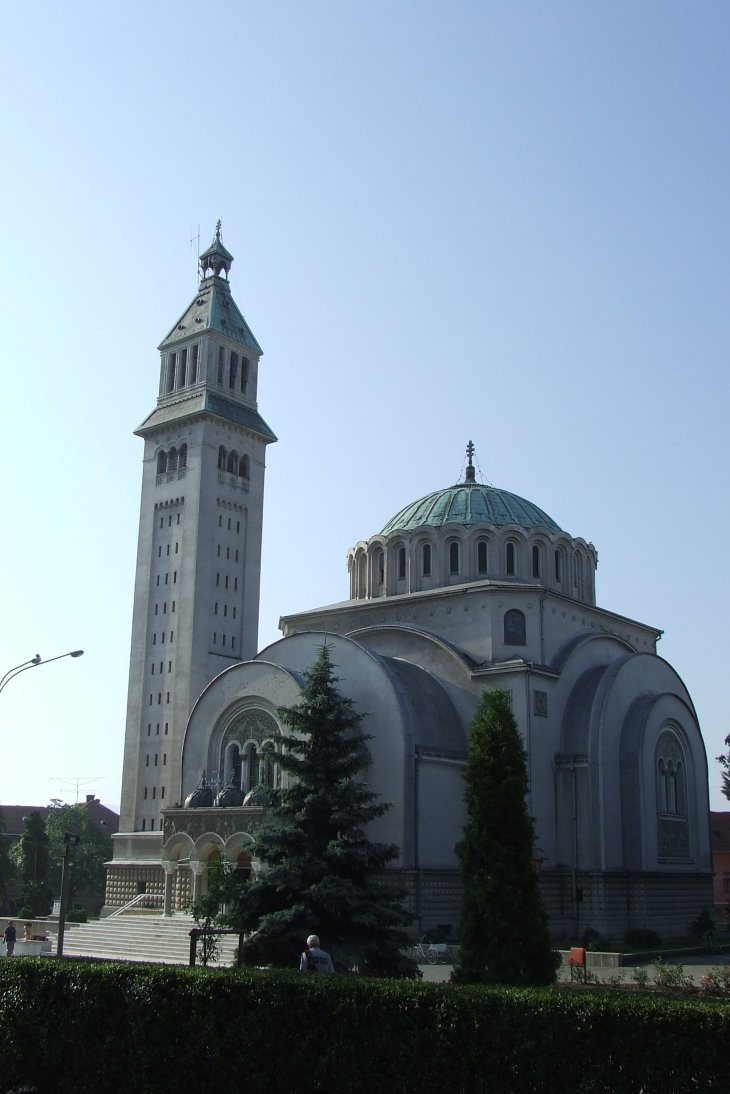
Румынская православная церковь
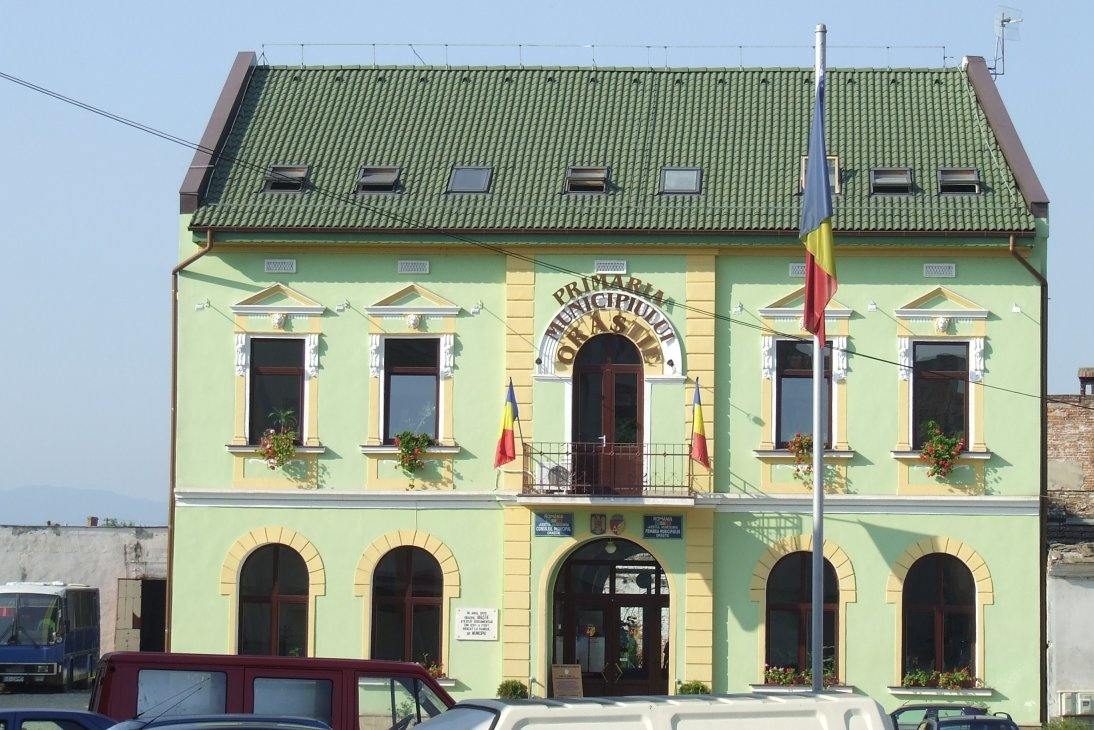
Администрация
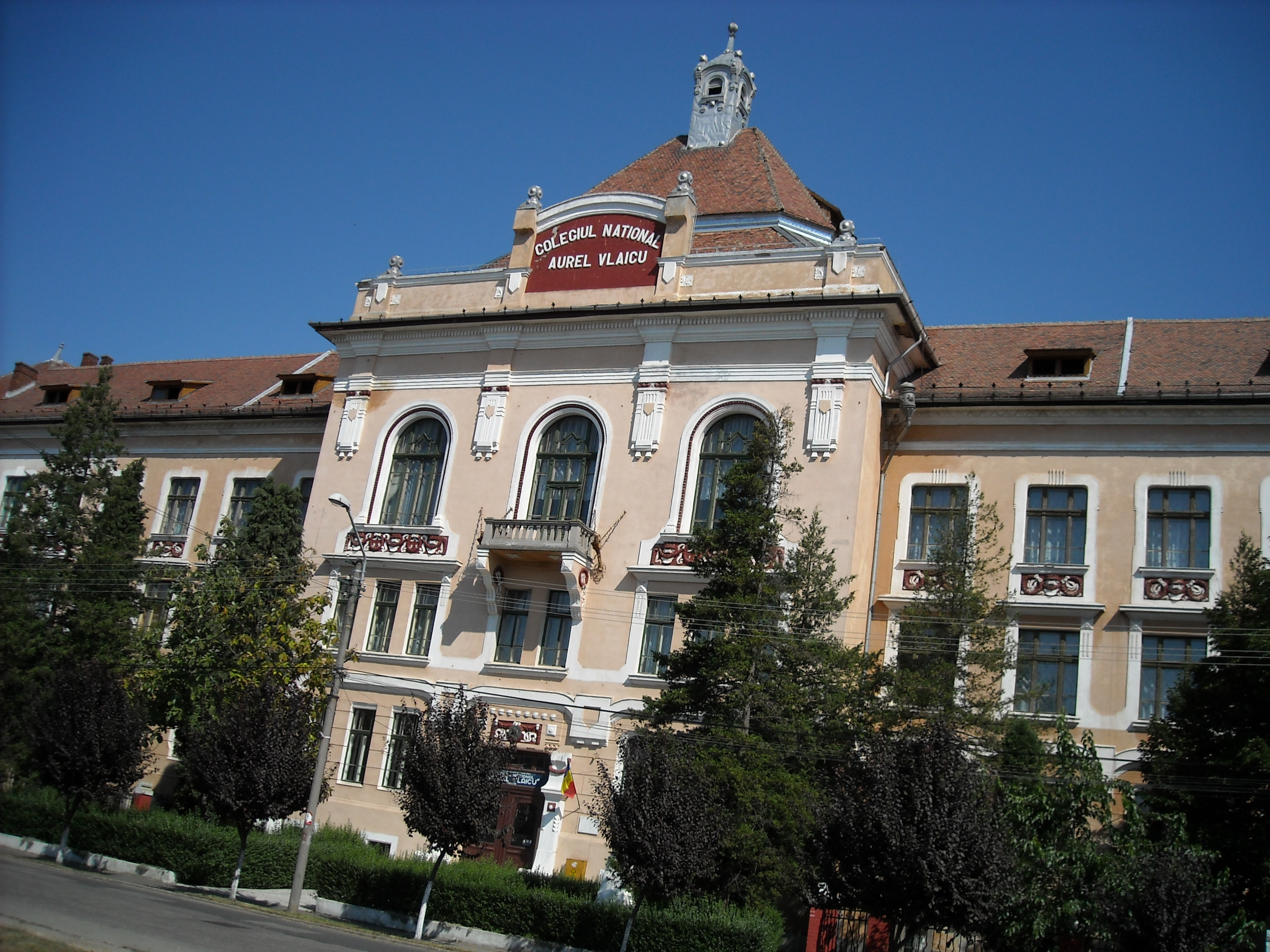
Городская гимназия
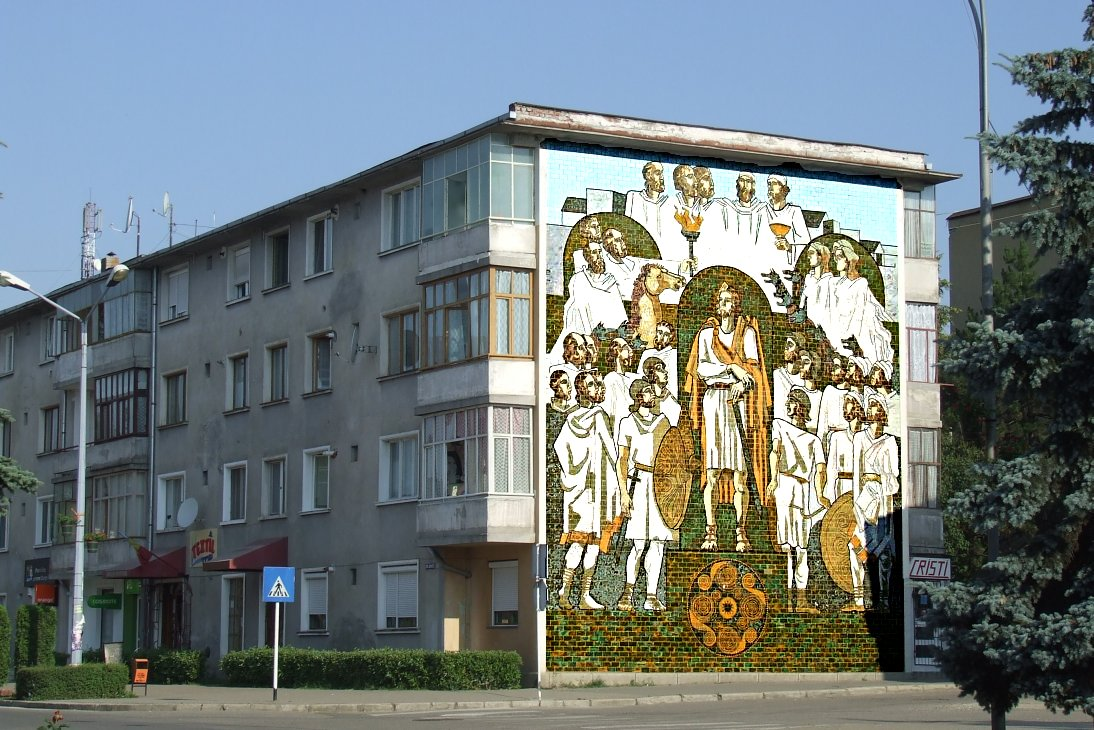
Мурал на тему даков
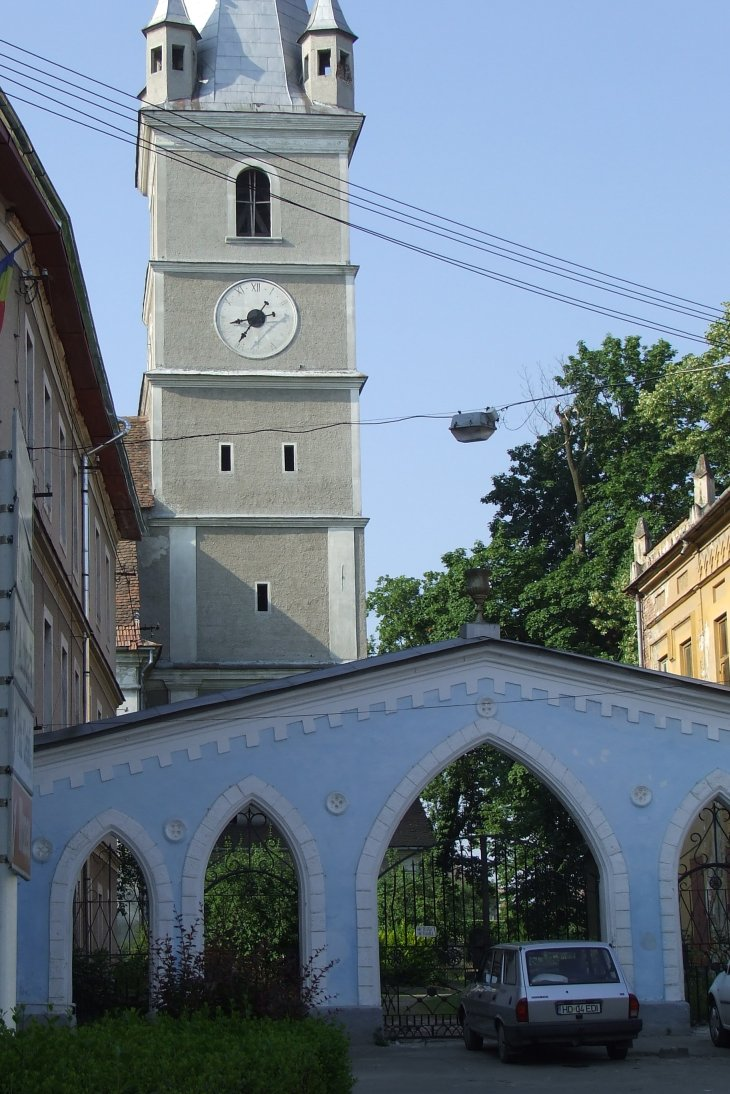
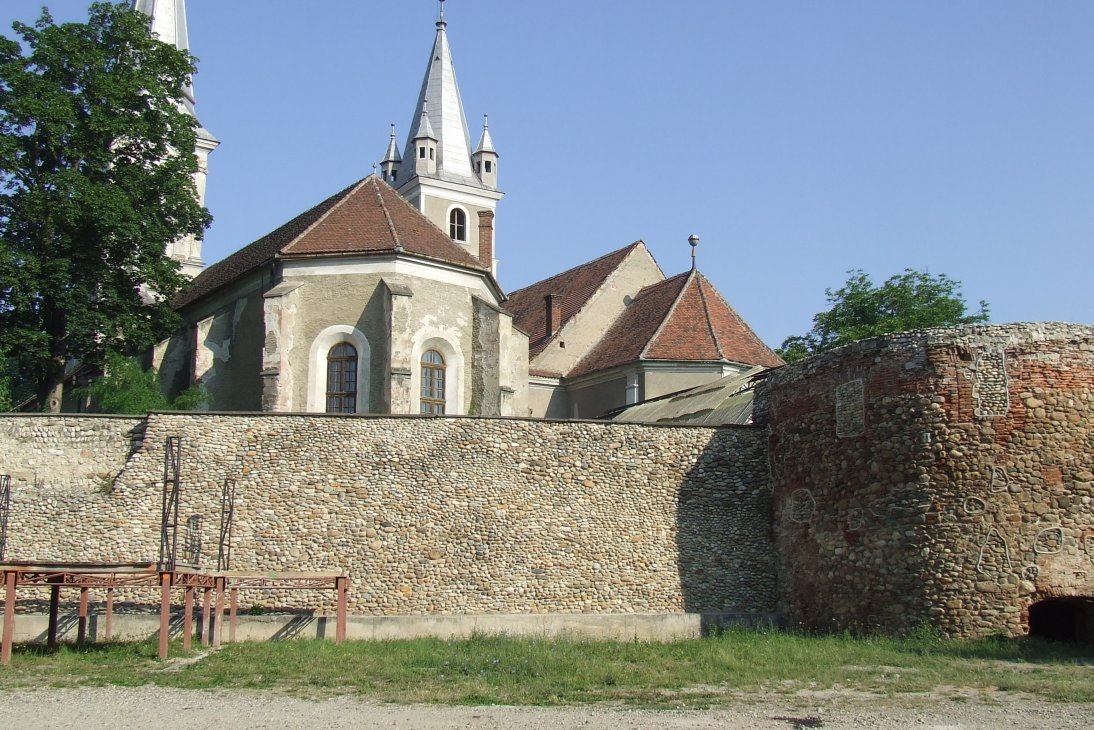
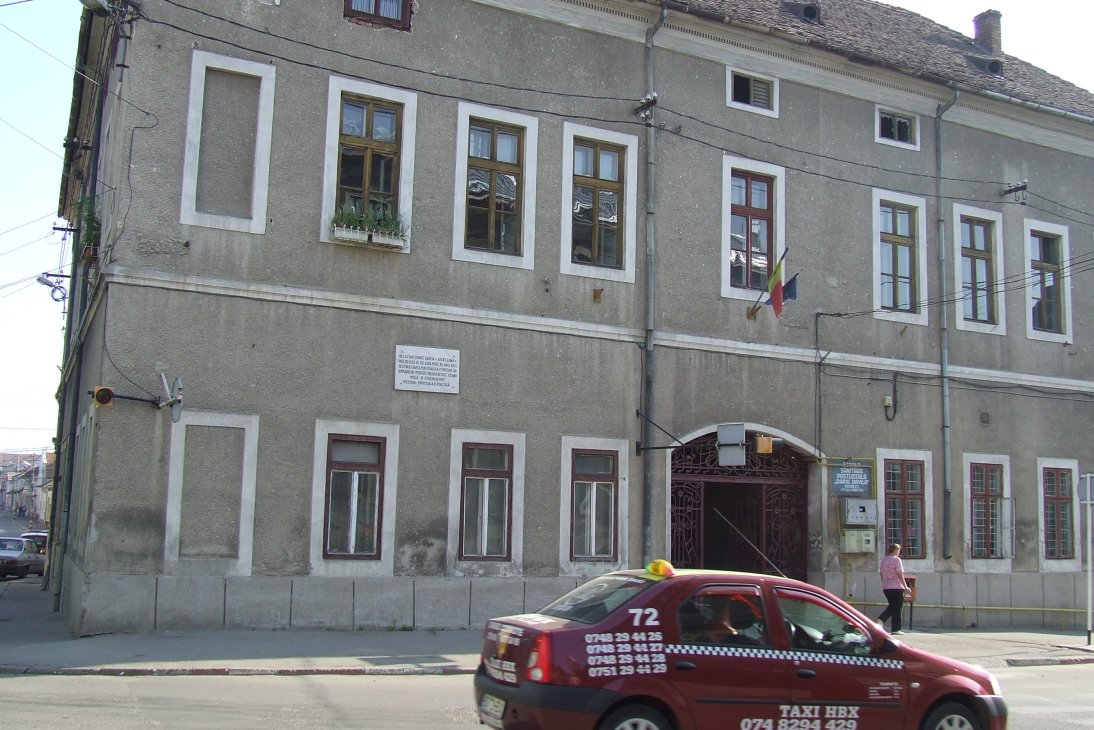

## Города-побратимы
- Рахат (Израиль)
- Сен-Поль-дё-Фенуйе (Франция)
- Криулень (Молдавия)
- Хельмштедт (Германия)
- Слидрехт (Нидерланды)